# 펜돌리노
펜돌리노(Pendolino, 진자를 뜻하는 이탈리아어 pendolo에 축소접미사 -ino를 덧붙인 이름)는 이탈리아에서 제작되어 영국, 핀란드, 스페인, 포르투갈 등 여러 나라에서 운행하고 있는 틸팅 열차이다. 과거 피아트 페로비아리아에서 생산하였으며, 알스톰에서 피아트를 인수한 후에는 알스톰에서 생산된다.
틸팅 열차라는 개념은 1960~1970년대에 처음 탄생하였다. 프랑스와 일본처럼 고속 신선을 별도로 건설하지 않고 기존선의 고속화를 달성하기 위한 방법으로 시도되었다. 곡선 구간에서 승객들이 인지하지 못할 정도로 열차를 기울여 감속 없이 통과하는 것이다.

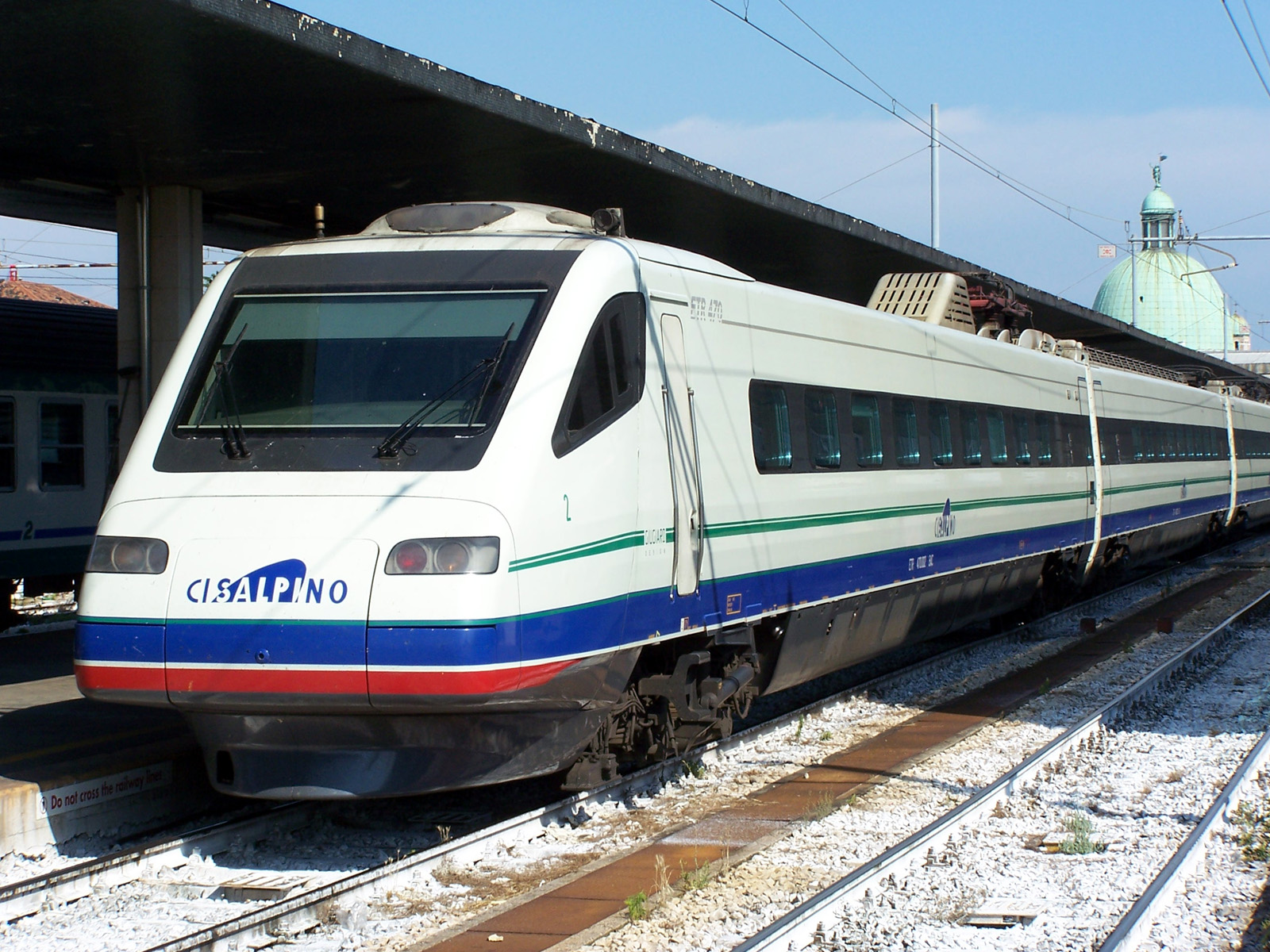
ETR 470

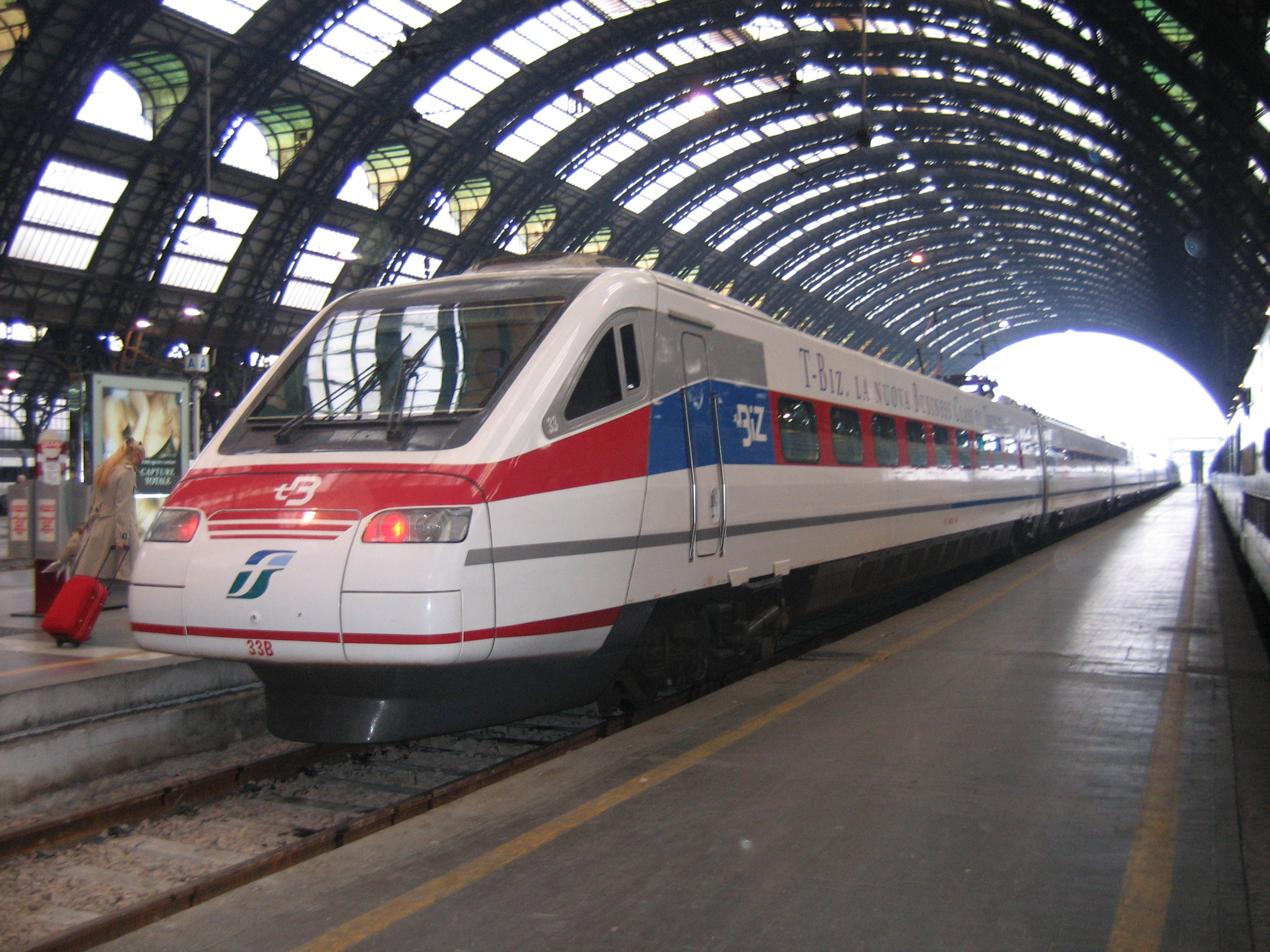
ETR480

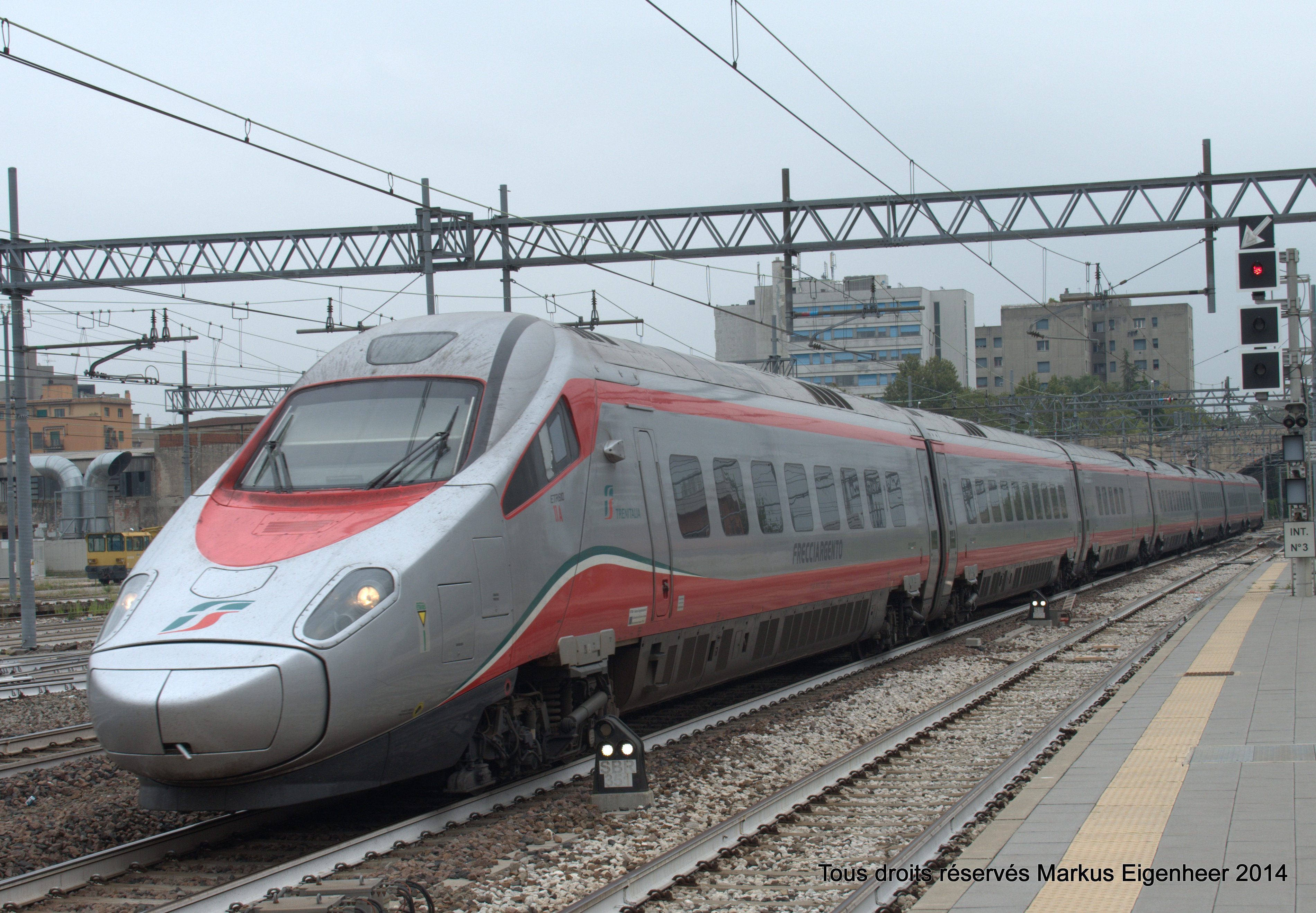
ETR 610(페로비에 델로 스타토)

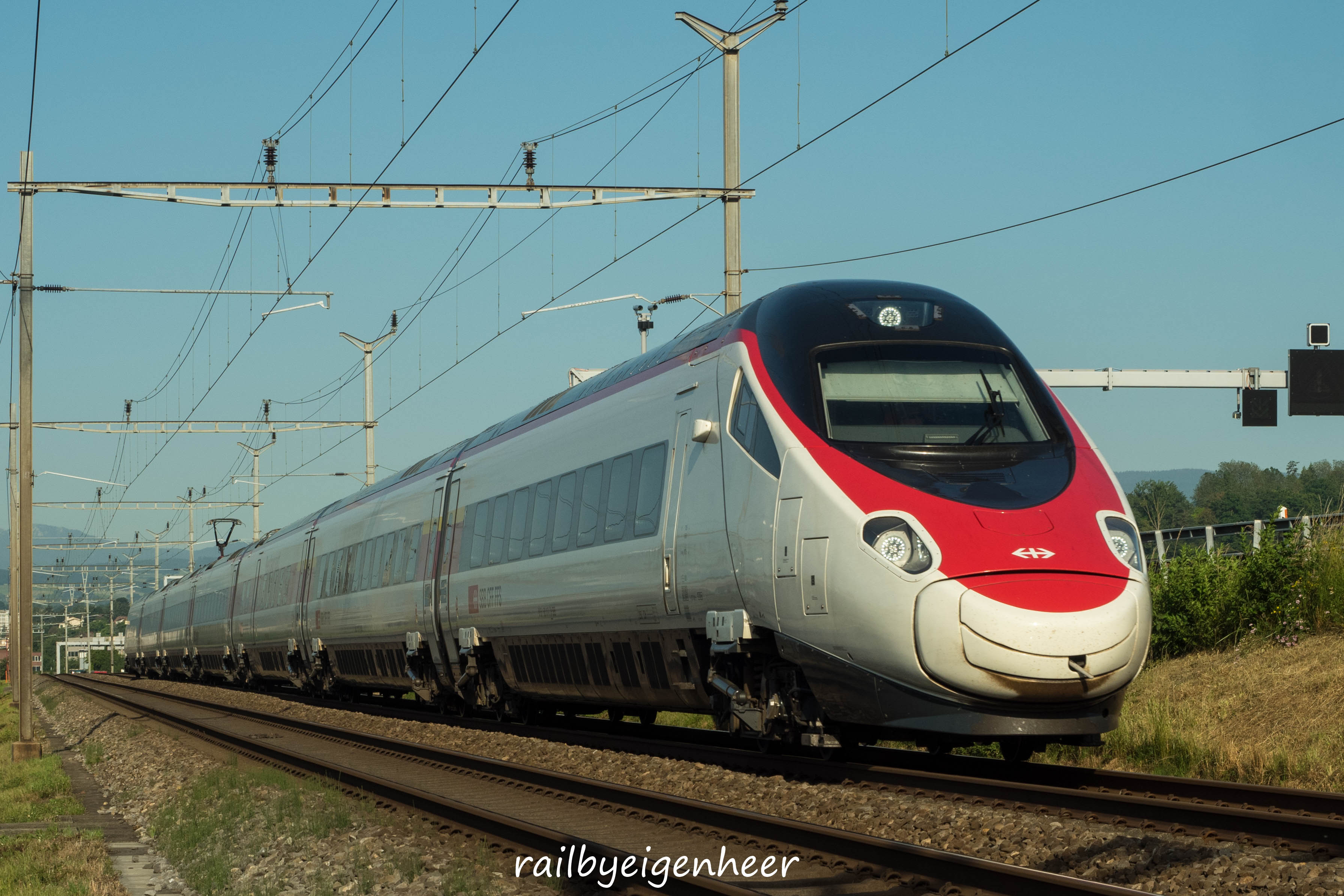
ETR 610(스위스 연방 철도)

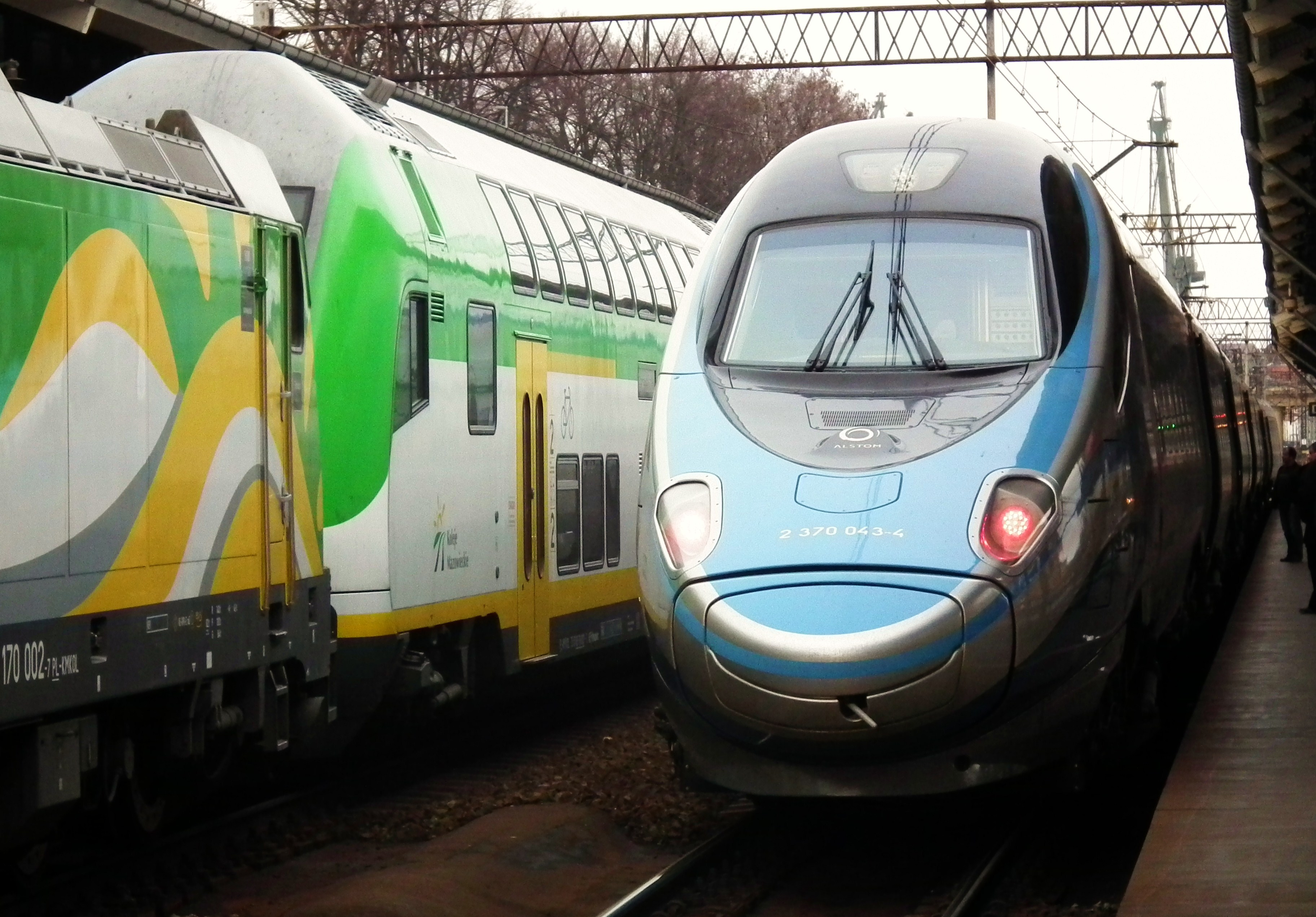
PKP ED250

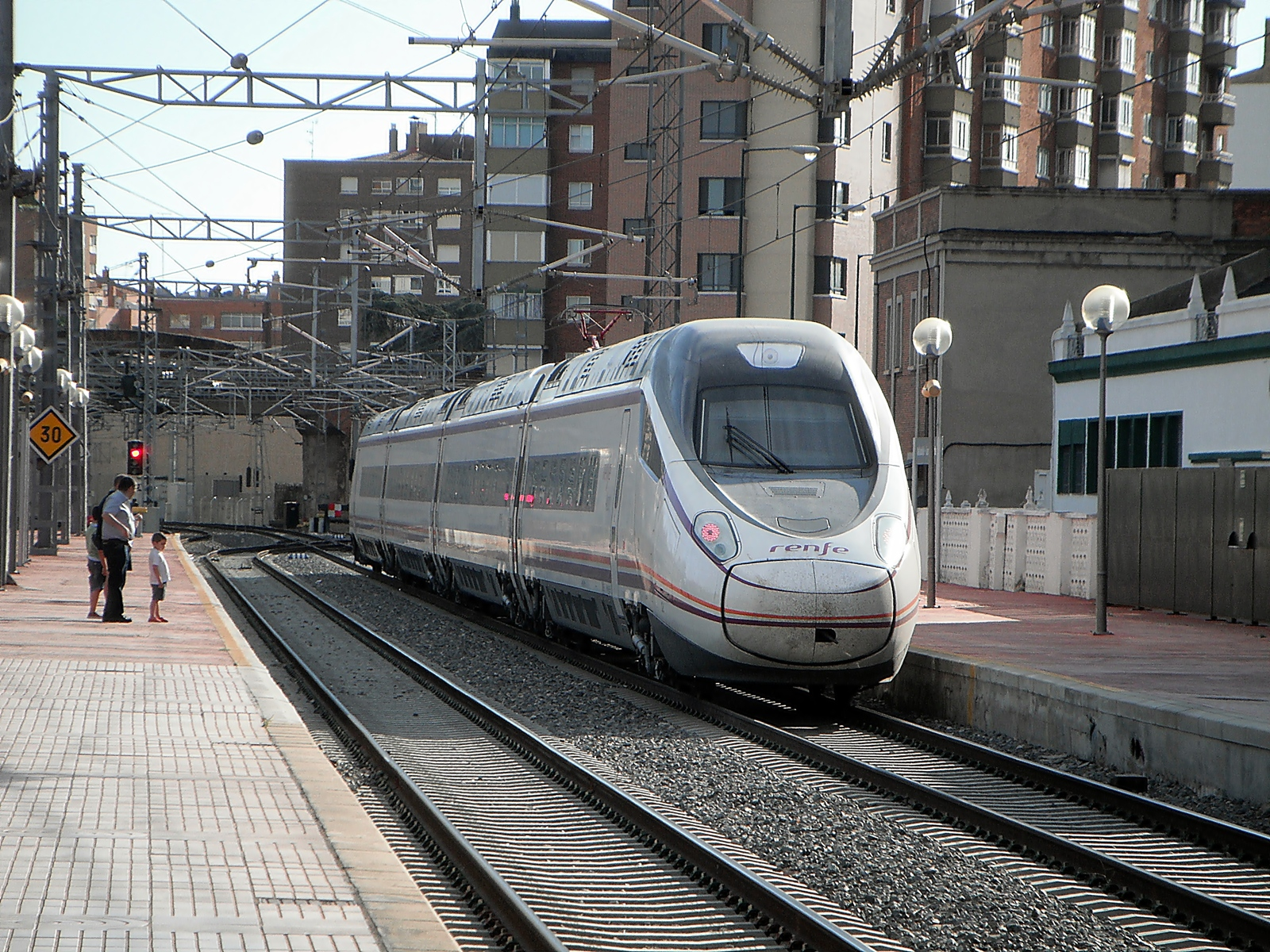
Renfe S114

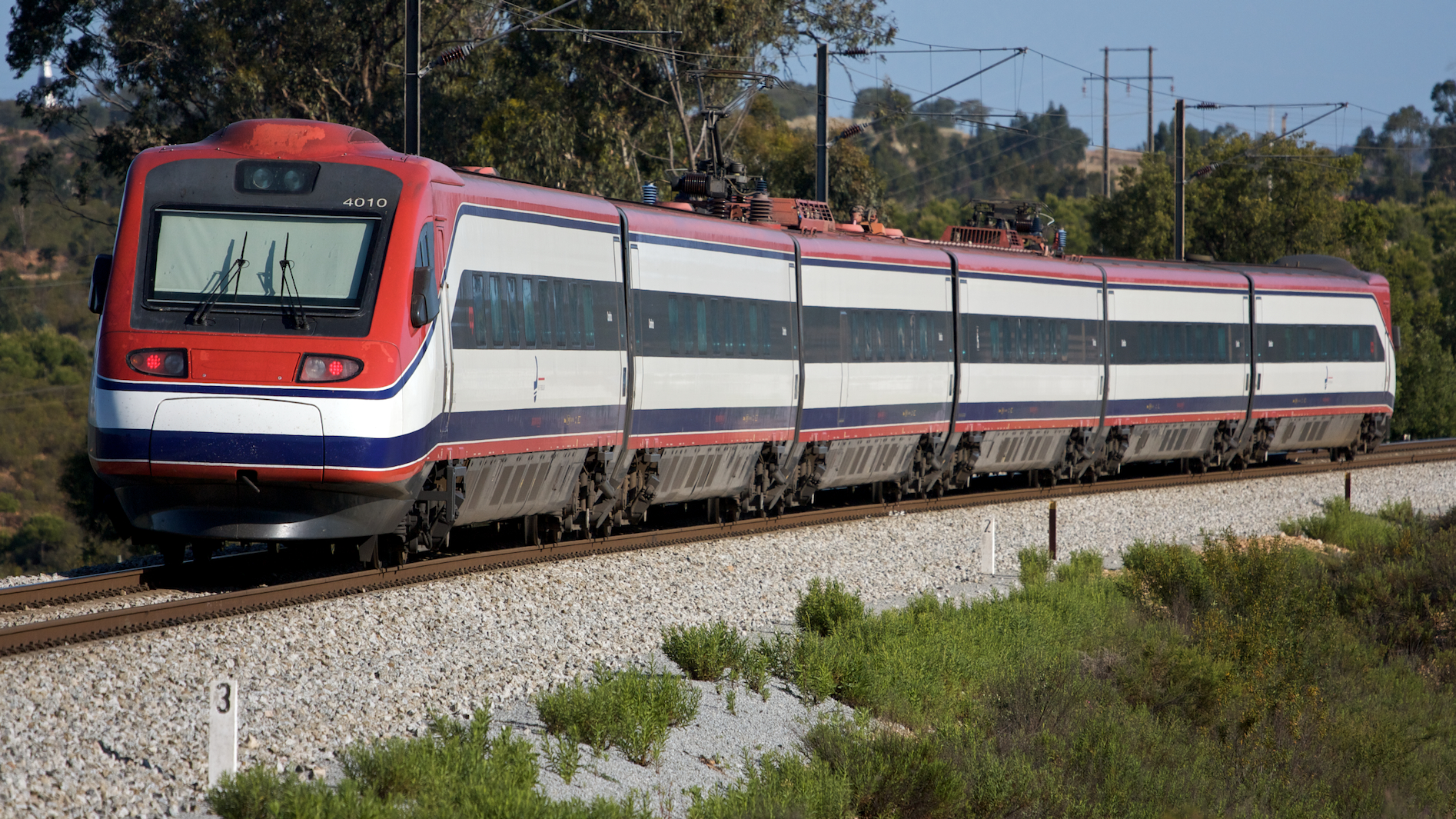
알파 펜둘라르

## 핀란드

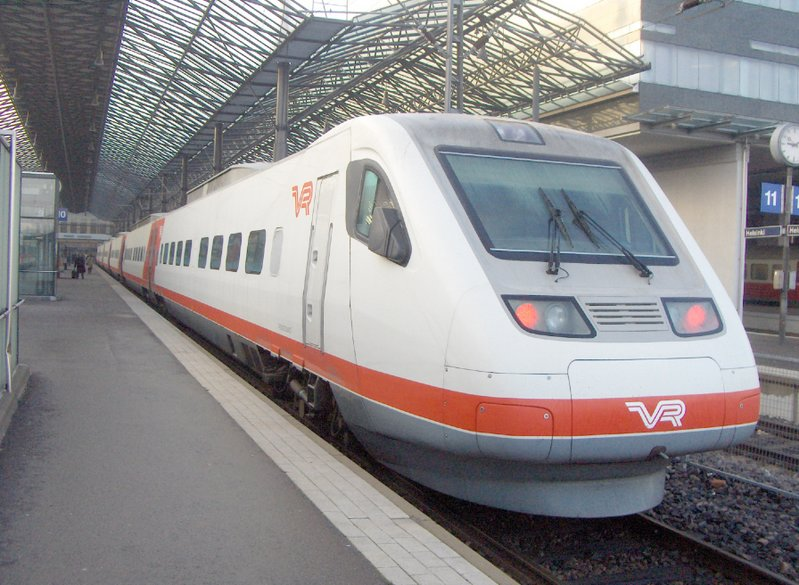
헬싱키 중앙역에 있는 VR Sm3 펜돌리노

핀란드 VR Sm3은 ETR 460을 기반으로 하고 있으며, 핀란드의 지역 조건에 맞게 조정되었다. 1995년 라우타루키에 있는 트랜스텍에서 최초 2편성이 생산되었고, 현재까지 18편성이 생산되었다. 유도 전동기를 사용하여 4000 kW의 출력을 낼 수 있으며, GTO 초퍼/인버터 제어를 사용한다.
각각 편성은 동력차 2량, 무동력 객차 2량, 제어차 2량으로 구성된다. 한 량의 동력차에는 2개의 견인 전동기(대차당 하나)가 달려 있으며, 무동력 객차에는 팬토그래프와 변압기가 달려 있다. 제어차 2량 중 1량에는 간단한 식당칸이 있다.
Sm3 펜돌리노는 불안정성 때문에 평판이 좋지 못했다. 대개 틸팅 시스템과 연결기 문제였다. 열차가 추운 날씨를 제대로 버티지 못했기 때문이다. 연결기 문제는 펜돌리노를 투입하는 구간이 늘어나면서 즉석 연결/해방이 필요했기 때문에 더 커졌다. 때때로 복합 열차가 제시간에 분리되지 못해서 후속 열차들이 지연되기도 했다. 따라서 핀란드 철도 측에서는 2008년 가을부터 펜돌리노 열차의 즉석 연결/해방을 실시하지 않게 되었다.

### 카렐리안 트레인즈
2007년 8월 28일 핀란드와 러시아 양국에서 2010년부터 상트페테르부르크-헬싱키 간을 운행할 1520mm 광궤 펜돌리노를 주문하였다. 여기에 사용할 전동차는 기존 Sm3의 개량형으로 과거의 불안정성 문제를 해결하였다. 펜돌리노가 도입되면 상트페테르부르크-헬싱키간 시간이 5시간 반에서 3시간 반, 추후 3시간까지 줄어들 예정이다.
2008년 12월 29일 운행 계통의 이름이 알레그로로 정해졌다.

## 참조
1. ↑  Railway Gazette International (2007년 9월 5일). “Karelian Trains awards Pendolino contract”. 2007년 9월 27일에 원본 문서에서 보존된 문서. 2007년 9월 6일에 확인함.
2. ↑  VR 그룹 (2008년 12월 29일). “Allegro: the new high-speed rail connection between Helsinki and St. Petersburg”. 2009년 3월 28일에 원본 문서에서 보존된 문서. 2009년 3월 15일에 확인함.